# Serampore
Serampore (engl. Verballhornung von bengalisch শ্রীরামপুর Śrīrāmpur Shrirampur) ist eine Stadt im indischen Bundesstaat Westbengalen. Die Stadt ist Teil der Metropolregion Kalkutta.

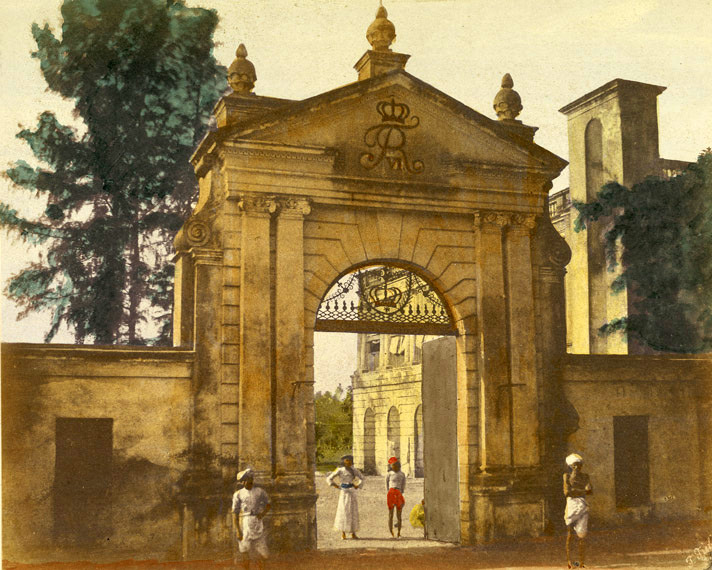
Eingang zum ehemaligen dänischen Serampore. Handkolorierte Lithografie von Frederick Fiebig

Die Stadt gehört zum Distrikt Hugli. Serampore hat den Status einer Municipality. Die Stadt ist in 26 Wards gegliedert.

## Geschichte
Die Stadt stand einst unter dem Einfluss der Dänischen Ostindien-Kompanie und trug den Namen Frederiknagore von 1755 bis 1845. Danach fiel die Stadt an die Briten.

## Demografie
Die Einwohnerzahl der Stadt liegt laut der Volkszählung von 2011 bei 181.842. Serampore hat ein Geschlechterverhältnis von 941 Frauen pro 1000 Männer und damit einen für Indien üblichen Männerüberschuss. Die Alphabetisierungsrate lag bei 88,7 % im Jahr 2011. Knapp 90 % der Bevölkerung sind Hindus, ca. 9 % sind Muslime und ca. 1 % gehören einer anderen oder keiner Religion an. 7,9 % der Bevölkerung sind Kinder unter 6 Jahren. Bengali ist die Hauptsprache in und um die Stadt.

## Infrastruktur
Der Bahnhof Serampore Town wurde 1854 eröffnet und liegt an der Hauptstrecke Howrah–Bardhaman. Die Stadt befindet sich auch an der historischen Grand Trunk Road.